# Sunyata
Sunyata (Sanskriet) (ook wel shunyata of het Pali suññata) is een centraal begrip in het boeddhisme, en wordt in het Nederlands vaak vertaald met het woord leegte. Sunyata kan verwijzen naar zowel een ontologisch aspect van de realiteit, een staat die door meditatie bereikt kan worden of een fenomenologische analyse van de ervaring. 

## Herkomst
De term sunyata komt uit het Pali Canon en andere oude boeddhistische commentariële geschriften in het Sanskriet, en kan op verschillende manieren gebruikt worden.
In het Pali Canon van de Theravada traditie betekent sunyata het "niet aanwezig zijn" (of afwezig zijn) van iets. Deze betekenis is de oudere en originele betekenis van sunyata.
De tegenwoordig (veruit) meest gebruikte betekenis is die van niet-zelf of anattā (Pāli). Leegte verwijst dan naar "leeg van zelf". Deze betekenis is van origine populair geworden in de Mahayana-traditie, en wordt tegenwoordig ook in het Theravada vaak gebruikt.

## Sunyata als 'niet aanwezig zijn'
In het Pali Canon is opgenomen dat de Boeddha zei dat leegte betrekking heeft op dat wat er niet (meer) is. Met betrekking tot hetgeen dat aanwezig is, is er geen leegte.

En zo beschouwt hij het als leeg van hetgeen er niet is.

Van hetgeen overblijft, ziet hij dat het aanwezig is: 'Dit is er'.
—Boeddha (Majjhima Nikaya 121)

De Boeddha gebruikte het woord sunyata onder andere om de staat van hemzelf en van Arahants te beschrijven. Wat voor de Arahant nog steeds aanwezig is, zijn de zes zintuigen en de vijf khandhas, welke afhankelijk zijn van het lichaam en het leven zelf. Wat er niet meer is zijn de mentale verstoringen: verlangen, aversie en onwetenheid.
Sunyata betekent hier dus dat Boeddha's en Arahants leeg zijn wat betreft verlangens, aversie en onwetendheid. Wat betreft de zes zintuigen en de vijf khandhas zijn zij niet leeg, want deze zijn nog steeds aanwezig.

## Sunyata als 'leeg van zelf'
De betekenis van Sunyata als 'leeg van zelf' is veruit de meest bekende en meest gebruikte. Het verwijst hier naar de karakteristiek van niet-zelf (Pāli: anatta), een van de drie karakteristieken van fenomenen. Elk ding of object in de materiële of geestelijke wereld is 'leeg' van 'zelf'. Je kunt niet zeggen dat iets 'ik', 'mijn' of 'mijzelf' is. Er bestaat geen eigenaar of bezitter van het lichaam noch de geest.
De Prajna-paramita soetra's, waarvan de Hartsoetra en de Diamantsoetra de bekendste zijn, stellen leegte centraal.
Sunyata staat ook centraal in de Verzen uit het midden van Nagarjuna, waarin hij door logische analyse laat zien dat er geen substantiële uitspraken te doen zijn over de werkelijkheid.

Leegte betekent niet dat er niets bestaat, maar dat er geen essentie van de persoon of de geest aanwijsbaar is:
"Yamaoka Tesshu bezocht als jong Zenstudent de ene meester na de andere. zo deed hij ook een beroep op Dokuon van de Shokoku-tempel.
Omdat hij zijn aanleg wilde tonen, zei hij: 'De geest, Boeddha, en de voelende wezens, per slot van rekening bestaan zij niet. De ware aard der verschijnselen is ledigheid. Er is geen besef, geen waandenkbeeld, geen wijsheid, geen middelmatigheid. Er is niets te geven en niets te ontvangen'.
Dokuon rookte rustig zijn pijp en zei niets. Opeens gaf hij Yamaoka een mep met zijn bamboepijp. Dit maakte de jongeman erg kwaad. 'Als er niets bestaat', informeerde Dokuon, 'waar komt dan die kwaadheid vandaan?'"

Het verkrijgen van inzicht in leegte staat centraal in het Zen-boeddhisme:
"Leerling: mijn geest is onrustig, hoe breng ik hem tot rust? Meester: Breng mij je geest. Leerling: Ik kan hem niet vinden [geen essentie beetgrijpen]. Meester: Zie, ik heb je geest tot rust gebracht."

## Trivia
- Het Nederlandse woord cijfer komt van het Arabische sifr, dat "nul" betekent en op zijn beurt uit het Sanskriet begrip Shūnyatā stamt.

## Verder lezen
- Batchelor, Stephen (2001),Verzen uit het midden. Een verkenning van het sublieme. Rotterdam: Asoka.
- Kalupahana, David J. (1992), A history of Buddhist philosophy. Delhi: Motilal Banarsidass Publishers Private Limited
- Hopkins, Jeffrey (1995), Emptiness Yoga. The Tibetan Middle Way. Ithaca, New York: Snow lIon Publications